# Саркофаг подружжя
Саркофа́г подру́жжя (італ. Sarcofago degli Sposi) — знаменитий етруський саркофаг з некрополів в Черветері, який входить до складу експозиції Національного музею етруського мистецтва на віллі Юлія III в Римі. Висота — 114 см, довжина — 190 см. У давнину був розписаний. Датується другою половиною VI століття до н. е.
Пам'ятник належить до групи саркофагів, які повторюють форму людського тіла. Його унікальність в тому, що він зображує дві фігури, чоловічу та жіночу, що бенкетують в потойбічному світі. Цей сюжет представлений також в давньогрецькому вазописі. На еллінський вплив вказують такі деталі, як форма ложа, заплетені коси, мигдалеподібна форма очей та граючі на обличчях посмішки.
Піклуючись переважно про обробку осіб і передачі жестів, нижню половину тіл художник зобразив схематично. В Черветері знайдено ще один саркофаг подібної роботи, в якому можна припускати руку того ж майстра.